# Kristianstads ishall
Kristianstads ishall är en ishall i Kristianstad i Skåne. Hallen är hemmaarena för Kristianstads IK, som tidigare spelade i Hockeyallsvenskan.
Arenan genomgick en omfattande renovering 2006–2007 och då ökades publikkapaciteten från 1 500 till 2 300 personer. Antalet sittplatser ökades från 425 till 1 200.